# Ben-Hur (1959)
Ben-Hur is een Amerikaanse historische dramafilm uit 1959, geregisseerd door William Wyler. De film speelt zich af in het Romeinse Rijk omstreeks het begin van de christelijke jaartelling.
Het is de derde en mogelijk bekendste verfilming van Lew Wallace' roman Ben-Hur: A Tale of the Christ. De film ging in première in het Loew's State Theatre in New York, op 18 november 1959.
De film werd een groot succes en won een recordaantal van 11 Academy Awards, een record dat nadien alleen geëvenaard is door Titanic (1997) en The Lord of the Rings: The Return of the King (2003).

## Verhaal
De film begint met een proloog waarin het verhaal over de geboorte van Jezus wordt getoond.
Vervolgens vindt er een tijdssprong van 26 jaar plaats en wordt er ingezoomd op Judah Ben-Hur, een rijke Joodse handelaar uit Jeruzalem. Hij heeft een ontmoeting met zijn jeugdvriend Messala, die net is teruggekeerd naar Jeruzalem als de nieuwe tribuun. Aanvankelijk zijn beiden verheugd elkaar weer te zien, maar hun politieke kijk op het leven drijft hen binnen enkele dagen uiteen: Messala gelooft als Romein in de glorie van Rome, terwijl Ben-Hur als jood trouw blijft aan zijn eigen volk. Ben-Hur weigert derhalve de namen van enkele Joodse rebellen aan Messala bekend te maken. Hiermee is hun vriendschap op slag voorbij. Messala ziet Ben-Hur nu als een verrader.
Tijdens de intocht van de nieuw aangestelde gouverneur Valerius Gratus valt er bij toeval een loszittende dakpan van Ben-Hurs huis. Deze treft Gratus, die hierbij van zijn paard valt en gewond raakt. Hoewel Messala weet dat het hier om een ongeluk gaat en niet om een aanslag, laat hij Ben-Hur, en ook diens moeder Miriam en zuster Tirzah, arresteren om zo een afschrikwekkende daad te stellen. Ben-Hur smeekt tevergeefs om genade. Hij wordt tot het bestaan van een galeislaaf veroordeeld. Zijn moeder en zijn zus verdwijnen in het gevang. Ben-Hur zweert terug te keren en wraak te nemen op Messala, wat Messala als onmogelijkheid beschouwt.
Ben Hur wordt met andere slaven, lopend door de woestijn, geketend afgevoerd naar de havenstad Tyrus. Onderweg komen ze door Nazareth, waar drinkwater is voor de uitgeputte soldaten en de gevangenen. De slavenopzichter beslist dat Ben-Hur geen water krijgt. Dan krijgt Ben-Hur alsnog water van de zoon van de plaatselijke timmerman. De opzichter grijpt niet in, hij is onder de indruk van de aanblik van deze jongeman.
Na een bestaan van drie jaar als galeislaaf komt Ben-Hur op het vlaggenschip van de consul Quintus Arrius, die de opdracht heeft gekregen een groep Macedonische piraten uit te schakelen. Arrius ziet dat een van de slaven er niet als een schurk uitziet en komt zo in gesprek met Ben-Hur. Ben-Hur hoopt dat Arrius hem behulpzaam kan zijn. Tijdens de zeeslag gaat het schip van Arrius verloren, maar Ben-Hur ziet kans het leven van Quintus Arrius te redden. Als dank hiervoor wordt hij door Arrius als zijn zoon geadopteerd. 
Met zijn herwonnen vrijheid leert Ben-Hur Rome en de Romeinse cultuur beter kennen. Hij wordt zelfs een succesvol wagenrenner. Uiteindelijk besluit hij terug te keren naar Judea. Onderweg, in Antiochië, ontmoet hij de Arabische sjeik Ilderim, die zijn vier witte Arabische paarden wil laten trainen voor de wagenrennen in Jeruzalem. Ilderim zoekt nog een goede menner voor zijn paarden en ziet in Ben-Hur hiervoor de juiste persoon. Aanvankelijk weigert Ben-Hur, totdat hij hoort dat Messala meedoet aan de race.
Een andere gast van Ilderim is de oude Balthasar, die vertelt dat hij 30 jaar eerder in Bethlehem bij een pasgeboren kind is geweest. Hij hoopt vurig dat kind, dat inmiddels volwassen moet zijn, weer te ontmoeten.
Terug in Judea ontmoet Ben-Hur Esther weer, de dochter van zijn trouwe rentmeester Simonides. Esther is nog steeds ongetrouwd. Ze woont met Simonides nog altijd in Ben-Hurs (inmiddels vervallen) huis. Ben-Hur bezoekt Messala, waarbij hij zich legitimeert als de zoon van Arrius. Messala is niet weinig verbaasd als hij Ben-Hur herkent. Ben-Hur wil weten wat er van zijn moeder Miriam en zuster Tirzah geworden is. Messala gaat het uitzoeken, het blijkt dat ze nog in de gevangenis zitten en melaatsheid hebben opgelopen. Ze worden terstond in vrijheid gesteld en uit de stad verbannen. Ze vluchten eerst naar Ben-Hurs huis en ontmoeten Esther. Op hun dringende verzoek belooft Esther niets van hun bestaan aan Ben-Hur te vertellen. Ze zegt tegen hem en haar vader dat beiden eerder gestorven zijn. Ben-Hur hoeft dan niet meer terug te gaan naar Messala om te vragen wat zijn onderzoek heeft opgeleverd.
Tijdens de wagenrennen in de arena, waar het er hard aan toegaat, weet Ben-Hur Messala uit te schakelen en wint hij de race. Messala raakt zwaargewond doordat hij wordt overreden en vertrapt. Ben-Hur zoekt Messala in het lazaret op. Messala zegt dat Ben-Hurs moeder en zus nog in leven zijn en dat hij ze kan vinden in het dal der melaatsen. Dan bezwijkt Messala aan zijn verwondingen.
Als Ben-Hur zijn moeder en zus daar gaat zoeken, is hij geschokt over zowel hun toestand als over het feit dat Esther hem eerder heeft voorgelogen, maar laat zich vooralsnog niet aan hen zien. Esther vertelt over Jezus als weldoener, wat aanvankelijk weinig indruk maakt op Ben-Hur. Wanneer hij ziet dat Esthers geloof hierin zo sterk is, dat zij geen huiver meer heeft de melaatsen vast te pakken, gaat ook Ben-Hur overstag. Samen met Esther brengt hij Tirzah en Miriam de stad Jeruzalem in. Op dat moment zien ze een man – Jezus – die met een kruis op zijn schouders wordt weggevoerd. Ben-Hur herkent Jezus als degene die hem jaren geleden in Nazareth water gaf. Als de man onder het gewicht van het kruis ineenzakt, geeft Ben-Hur hem water, net zoals Jezus van zijn kant dat jaren eerder bij Ben-Hur deed. Kort erna is Ben-Hur getuige van de kruisiging.
Terwijl Jezus aan het kruis hangt, breekt er een noodweer los en vinden Miriam en Tirzah een schuilplaats in een grot. Op dat moment zijn zij door een wonder genezen. Ben-Hur, aangemoedigd door Jezus' laatste woorden aan het kruis, keert huiswaarts en zweert ten overstaan van Esther het gewapende verzet af. Hierin wordt hij verder gesterkt als hij ziet dat zijn moeder en zuster genezen zijn.

## Rolverdeling
| Acteur             | Personage              | Opmerkingen                          |
| ------------------ | ---------------------- | ------------------------------------ |
| Charlton Heston    | Judah Ben-Hur          | Protagonist                          |
| Haya Harareet      | Esther                 | Dochter van Simonides                |
| Stephen Boyd       | Messala                | Tribuun                              |
| Jack Hawkins       | Quintus Arrius         | Consul                               |
| Martha Scott       | Miriam                 | Ben-Hurs moeder                      |
| Cathy O'Donnell    | Tirzah                 | Ben-Hurs zuster                      |
| Sam Jaffe          | Simonides              | Ben-Hurs rentmeester                 |
| Terence Longdon    | Drusus                 | Vriend van Messala                   |
| Hugh Griffith      | Sjeik Ilderim          |                                      |
| Finlay Currie      | Balthazar / Verteller  |                                      |
| Frank Thring       | Pontius Pilatus        | (V) Gouverneur van Judea             |
| Mino Doro          | Valerius Gratus        | (IV) Gouverneur van Judea, onvermeld |
| George Relph       | Tiberius Caesar        | Keizer                               |
| André Morell       | Sextus                 |                                      |
| Claude Heater      | Jezus                  | onvermeld                            |
| Marina Berti       | Flavia/Livia           | onvermeld                            |
| Ady Berber         | Malluch                | onvermeld                            |
| Duncan Lamont      | Marius                 | onvermeld                            |
| Howard Lang        | Hortator               | onvermeld                            |
| Jose Greci         | Maria                  | onvermeld                            |
| Laurence Payne     | Jozef                  | onvermeld                            |
| Richard Hale       | Caspar                 | onvermeld                            |
| Reginald Lal Singh | Melchior               | onvermeld                            |
| Joe Yrigoyen       | Egyptische wagenrenner | onvermeld                            |

## Achtergrond

### Productie
Ben-Hur was zeker voor die tijd een zeer dure film om te maken. Er waren 300 sets voor nodig, verdeeld over een gebied van 1,4 vierkante kilometer. De film was een gok van MGM om zich te redden van een faillissement. De gok pakte goed uit daar de film in totaal 75 miljoen dollar opbracht.
Er werd gefilmd met een proces genaamd MGM Camera 65. Dit stelde de producers in staat om grote panoramabeelden te filmen.
De galeiscène bracht een aantal problemen met zich mee. De oorspronkelijke boot waar Ben-Hur zich op zou bevinden bleek zo zwaar, dat hij niet bleef drijven. Daarom moest de scène in een studio worden opgenomen. Bovendien bleken de camera’s niet goed in de boot te kunnen worden opgesteld, dus moest de boot voor de binnenscènes doormidden worden gezaagd. De roeispanen moesten eveneens worden ingekort, maar werden wel verzwaard omdat het roeien anders te licht zou worden en onrealistisch zou overkomen.
Tijdens de opnames bleek een van de figuranten een hand te missen. Regisseur Wyler speelde hier handig op in door nepbloed en een uitstekend bot op de stomp te laten bevestigen, om zo een zware verwonding na te bootsen. Hij deed hetzelfde met een andere figurant die een voet miste.
Een andere bekende scène die veel voeten in de aarde had, was de wagenrennen, het hoogtepunt in het verhaal. Andrew Marton, een Hollywoodregisseur die vaak bijkluste als tweede regisseur voor andermans films, nam de regie voor deze scène op zich. Zelfs bij hedendaagse standaarden wordt deze scène beschouwd als een van de spectaculairste actiescènes ooit gefilmd. De opnames vonden plaats in de Cinecittà Studios buiten Rome en namen drie maanden in beslag. Er werden 15 000 figuranten opgetrommeld voor de scène, en de filmset was een van de grootste ooit gebouwd. Achttien strijdwagens werden gemaakt voor de scène, waarvan de helft werd gebruikt om te oefenen.
Charlton Heston had vier weken nodig om te leren rijden op de strijdwagen. Hij kreeg onder andere les van enkele stuntmannen. Om de scène meer impact en realisme te geven, werden er poppen op belangrijke punten in de wedstrijd gezet om de indruk te wekken dat er mensen werden overreden door de wagens.
Over de scène doen verschillende sterke verhalen ronde, waaronder dat een stuntman zou zijn overleden tijdens de opnames. Stuntman Nosher Powell vermeldt dit voorval zelfs in zijn autobiografie. Er is echter geen bewijs dat dit werkelijk gebeurd is. Een ander verhaal is dat er een rode Ferrari te zien zou zijn tijdens de scène, maar dit wordt ontkend in het boek Movie Mistakes.

### Acteurs
Voor de rol van Ben-Hur werd een groot aantal acteurs benaderd, totdat de keuze uiteindelijk viel op de 35-jarige Charlton Heston. Burt Lancaster beweerde de rol ook aangeboden te hebben gekregen, maar te hebben geweigerd omdat hij het niet eens was met de gewelddadige moraal van het verhaal. Paul Newman wees de rol af omdat hij volgens eigen zeggen er niet goed uitzag in de kostuums uit de film. Andere acteurs die de rol kregen aangeboden, waren Rock Hudson en Leslie Nielsen.
De rol van Jezus, die geen woord spreekt, wiens gezicht in de film nooit in beeld verschijnt en wiens naam maar een enkele keer wordt genoemd, werd gespeeld door operazanger Claude Heater. Hij werd voor zijn rol niet op de aftiteling vermeld.

### Muziek
De filmmuziek werd gecomponeerd door Miklós Rózsa.
- Shofar calls (Star of Bethlehem disappears) – man
- Love theme – MGM Studio and Orchestra (geen gezang)
- Fertility dance – Indians, MGM Studio and Orchestra
- Arrius' party – MGM Studio and Orchestra
- Hallelujah (finale) – MGM Studio and Orchestra Chorus

### Verschillen met het boek
- In het boek zegt Quintus Arrius dat hij Ben-Hurs vader gekend heeft en dat de aanslag van Ben-Hur op Gratus in Rome het gesprek van de dag was. In de film kent hij Ben-Hurs vader niet en heeft hij nooit van de aanslag gehoord.
- In het boek wordt vermeld dat Ben-Hur pas na de dood van Arrius terugreist naar Palestina. In de film leeft Arrius op dat moment nog.
- In de film is Ben-Hurs trouwe rentmeester Simonides een goede bekende die al in het begin van het verhaal voorkomt. In het boek ontmoet Ben-Hur zijn rentmeester pas later en kost het hem enige moeite om zijn identiteit te bewijzen.
- In het boek wedt Messala om 20 talenten, 6 tegen 1, dat hij de race zal winnen. Dit is een gigantisch bedrag, meer dan Messala kan betalen. In de film gaat het om 1000 talenten, 4 tegen 1.
- Tijdens de wagenrace raakt Messala zwaargewond. In de film zegt Pilatus niet lang daarna dat hij dood is. In het boek overleeft hij en wordt hij pas vijf jaar na de wagenrace gedood, door zijn maîtresse Iras, de dochter van Balthasar. In de film komt Iras niet voor.
- In het boek komt Malluch voor, een helper van Simonides in Antiochië, die erop uit wordt gestuurd om de identiteit van Ben-Hur te onderzoeken en die een behulpzame vriend wordt. In de film komt Malluch in Jeruzalem met Simonides uit de gevangenis en helpt hij Esther met de verzorging van Ben-Hurs moeder en zuster.
- In het boek worden de moeder en zuster van Ben-Hur verzorgd door hun slavin Amrah. In de film komt Amrah niet voor en zorgt Simonides' dochter Esther voor de verzorging. In beide gevallen geschiedt dit in het geheim en mag Ben-Hur niet weten dat de vrouwen nog leven en melaats zijn.
- In het boek geeft Ben-Hur Jezus te drinken terwijl de Messias aan het kruis hangt. Dit is een scène die in Markus 15:36 beschreven wordt. De film wijkt daarvan af, Ben-Hur geeft Jezus te drinken op het moment dat Simon van Cyrene het kruis van hem overneemt.
- In het boek bekeert Ben-Hur zich al voordat hij getuige is van de kruisiging van Jezus tot het christendom. Ook worden Ben-Hurs moeder en zus in het boek al eerder genezen.
- Het boek eindigt vijf jaar na de race. Ben-Hur woont dan in Rome en krijgt een erfenis van sjeik Ilderim. In de film wordt deze extra scène niet getoond.

## Prijzen en nominaties
De film won een recordaantal van 11 Academy Awards, te weten:
- Beste film
- Beste regisseur (William Wyler)
- Beste acteur (Charlton Heston)
- Beste mannelijke bijrol (Hugh Griffith)
- Beste decors (Edward C. Carfagno, William A. Horning, en Hugh Hunt)
- Beste cinematografie
- Beste kostuums
- Beste visuele effecten
- Beste filmmontage (John D. Dunning en Ralph E. Winters)
- Beste originele muziek
- Beste geluid

Daarnaast werd de film ook nog genomineerd voor een Academy Award in de categorie Beste Scenario.
De film werd behalve voor de Academy Awards genomineerd voor nog 22 andere prijzen, waarvan hij er 17 won. Onder de gewonnen prijzen bevinden zich vier Golden Globes voor onder andere beste film, beste regisseur, beste acteur en beste mannelijke bijrol, de BAFTA Award voor beste film, de New York Film Critics Circle Award voor beste film en de DGA award voor Outstanding Directorial Achievement in a Motion Picture.
De film kreeg de volgende erkenning van de American Film Institute:
- 1998 – AFI's 100 Years... 100 Movies #72
- 2001 – AFI's 100 Years... 100 Thrills #49
- 2005 – AFI's 100 Years of Film Scores #21
- 2006 – AFI's 100 Years... 100 Cheers #56
- 2007 – AFI's 100 Years... 100 Movies (10th Anniversary Edition) #100
- 2008 – AFI's 10 Top 10 #2 (Epic film)